# مان بيج
مان بيج (بالإنجليزية: Mann Page)‏ هو محامي أمريكي، ولد في 1749 في مقاطعة غلوستر في الولايات المتحدة، وتوفي في 1781 في مقاطعة سبوتسيلفانيا في الولايات المتحدة.